# Janovec
A Janovec (ukránul: Яновець [Janovec]) patak Kárpátalján, a Kis-Tarac bal oldali mellékvize. Hossza 15 km, vízgyűjtő területe 57,8 km². Esése 62 ‰.
Oroszmokra felett ömlik a Kis-Taracba.